# Eustrangalis masatakai
Eustrangalis masatakai är en skalbaggsart som beskrevs av Ohbayashi N. 2003. Eustrangalis masatakai ingår i släktet Eustrangalis och familjen långhorningar.
Artens utbredningsområde är Laos. Inga underarter finns listade i Catalogue of Life.